# Ромащенко, Максим Юрьевич
Макси́м Ю́рьевич Рома́щенко (бел. Максім Юр'евіч Рамашчанка, укр. Максим Юрійович Ромащенко; род. 31 июля 1976[…], Павлоград, Днепропетровская область) — белорусский и украинский футболист, полузащитник, нападающий; тренер.

## Биография
Воспитанник ДОШИСП (г. Днепропетровск, Украинская ССР). Выступал за команды: «Полиграфтехника» (Александрия, Украина), «Днепр» (Могилёв), «Белшина» (Бобруйск), МПКЦ (Мозырь), «Газиантепспор» (Турция), «Динамо» (Москва).
Выступал в московском «Динамо» с 1997 по 2006 год (с перерывами). В дублирующем составе «Динамо» провёл 14 матчей и забил 3 гола. Провёл 116 матчей, забил 22 мяча.
В 2007 году был игроком футбольного клуба «Торпедо» (Москва), выступавшего в первом дивизионе России. Клуб не решил задачу по возвращению в премьер-лигу, а условия нового контракта, предложенного торпедовским руководством, Ромащенко не устроили, и он покинул команду.
В январе 2008 года Ромащенко заключил контракт с турецким клубом «Бурсаспор» сроком на полтора года.
26 июня 2009 года Максим подписал контракт с подмосковными «Химками» сроком на полтора года. По окончании сезона на правах свободного агента покинул клуб.
26 января 2010 года подписал контракт с белгородским «Салютом», который ранее возглавил его брат Мирослав. Летом того же года Максим, по обоюдному согласию разорвал контракт с «Салютом».
23 июля 2010 год подписал контракт с «Динамо» (Брянск) до конца 2010 года с возможной пролонгацией, а 10 января 2011 года клуб продлил соглашение с полузащитником по схеме «год + полгода».
В конце августа 2012 года вернулся в «Химки». Сейчас проживает в России.
В 1998—2008 — игрок сборной Беларуси. Лучший бомбардир сборной (20 голов).
В сезоне 2022/23 — главный тренер команды ЮФЛ-1 (до 19 лет) «Строгино». Летом 2023 года стал главным тренером команды ФШМ, участвующей в первенстве Москвы среди ЛФК в рамках III дивизиона. В мае 2024 года стал главным тренером липецкого «Металлурга». 10 сентября 2024 года был отправлен в отставку, «Металлург» под руководством Ромащенко провёл худший старт в своей истории — на счету команды восемь матчей без побед при двух ничьих.

## Семья
Брат, Мирослав, также профессиональный футболист

## Достижения
- Чемпион Беларуси: 1996
- Обладатель Кубка Турции: 2004
- Серебряный призёр чемпионата Турции: 2003/04
- Бронзовый призёр чемпионата России: 1997
- Финалист Кубка России: 1997, 1999
- Футболист года в Беларуси: 2004